# Stora Fönhult
Stora Fönhult är en bebyggelse öster om Torestorp söder om Sandsjö i Torestorps socken i Marks kommun. Mellan 2015 och 2020 avgränsade SCB här en småort.